# Омела американская
Омела американская (лат. Phoradendron leucarpum) — вид омелы из семейства санталовых (Santalaceae), происходящий из США и Мексики. Также известен как омела американская, омела восточная, омела волосистая и омела дубовая. Произрастает в лиственных лесах и в редколесьях на высотах 0-1800 метров. Это полупаразит, живёт на ветвях деревьев. Ягоды белые, 3-6 миллиметров. Употребление ягод может вызвать раздражение желудка и кишечника с диареей, снижением кровяного давления и замедлением пульса. Этот кустарник может достигать высоты до 1 метра.

## Описание

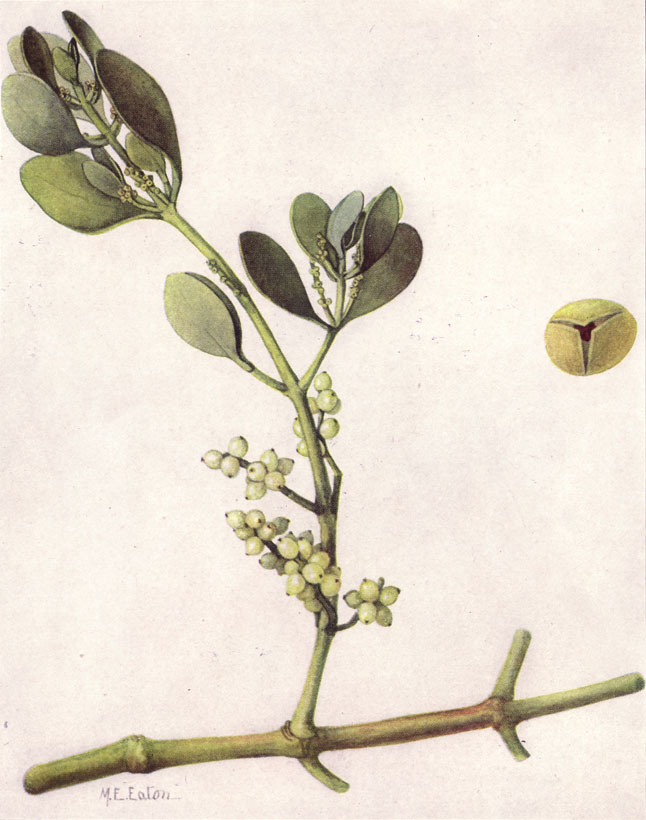
Phoradendron leucarpum

Полупаразитический куст 40—100 см в высоту, двудомный. Стебли зелёные, серовато-зелёные или желтовато-зелёные, волосистые, в нижней части голые. Листья ярко-зелёные, желтовато-зелёные или серовато-зелёные, хорошо развитые, запушенные; листовые ножки 3—8 мм; листовые пластины обратно яйцевидные, лопатчатые, яйцевидные, яйцевидно-эллиптические или почти округлые, 14—48 × 8—30 мм, верхушка закруглена. Тычиночные соцветия 10—80 мм, запушенные. Маточковые соцветия 10—80 мм, запушенные. Цветы: лепестков 3, 1 мм. Ягоды белые, продолговатые или шаровидные, 3—6 × 2—5 мм, голые. Цветение: октябрь — март.

## Культура и традиции
Phoradendron leucarpum используется в Северной Америке в рождественских украшениях и связанных с Рождеством традициях. Растение выращивают и собирают в коммерческих целях.
Phoradendron leucarpum — цветочная эмблема штата Оклахома с 1893 года.

## Растения-хозяева

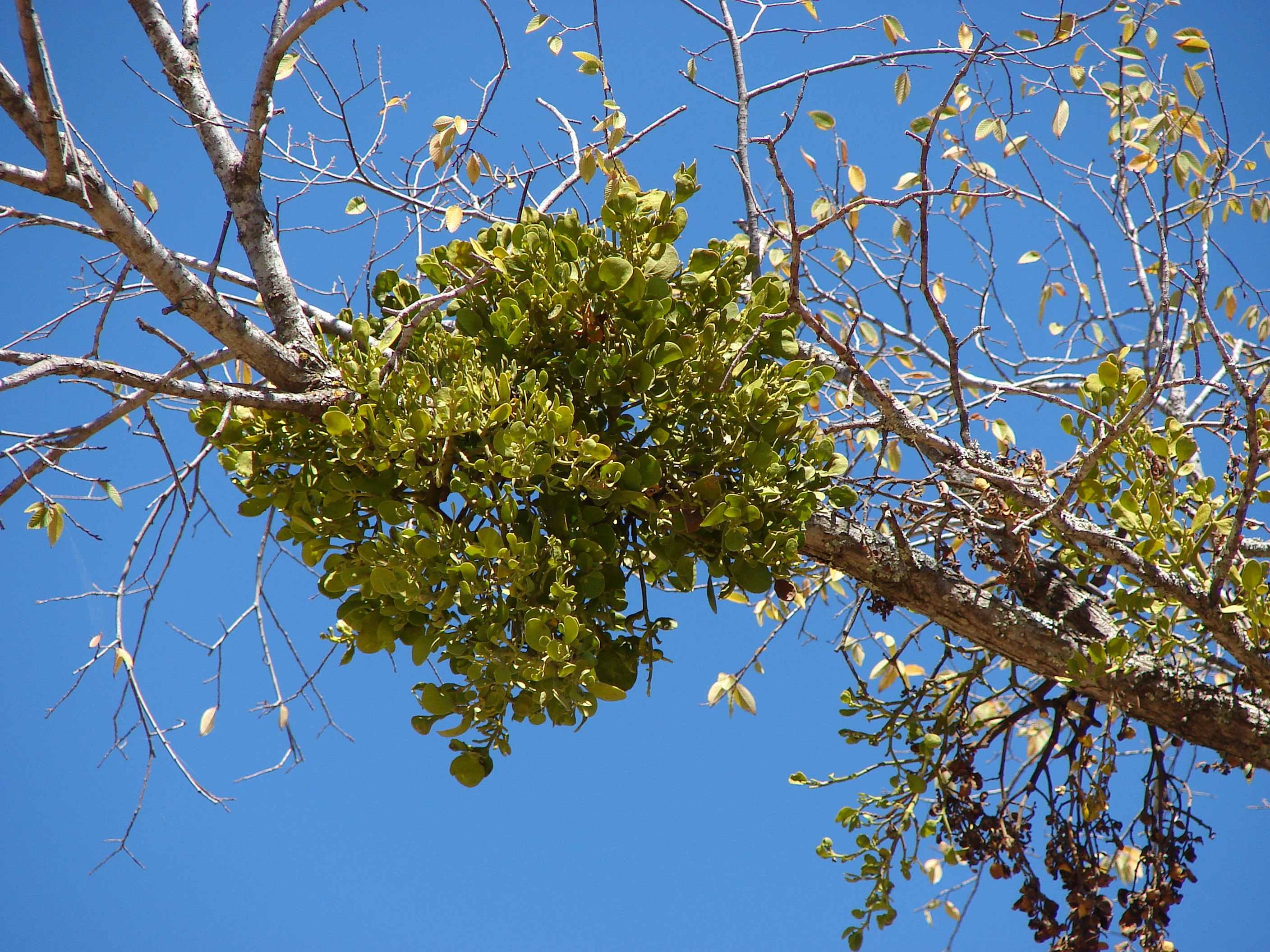
P. leucarpum в Техасе

Более 60 видов деревьев являются хозяевами для P. leucarpum, особенно деревья из родов Acer (клён), Fraxinus (ясень), Juglans (грецкий орех), Nyssa (нисса), Populus (тополь), Quercus (дуб), Salix (ива) и Ulmus (вяз).

## Дикая природа
Хотя клейкое вещество, покрывающее плоды, токсично для людей, они являются любимым лакомством для некоторых птиц.